# دوري السوبر الأوغندي 2008-09
دوري السوبر الأوغندي 2008-09 (بالإنجليزية: 2008–09 Uganda Super League)‏ هو موسم من دوري السوبر الأوغندي. أشرف على تنظيمه اتحاد أوغندا لكرة القدم، وكان عدد الأندية المشاركة فيه 18، وفاز فيه نادي سلطة أوغندا للدخل.